# Agios Vasileios (Kreta)
Agios Vasileios is een dorp en gemeente (dimos) op het Griekse eiland Kreta.
Het dorp Agios Vasileios ligt tussen Rethimnon aan de noordkust en Plakias aan de zuidkust van Kreta, ten westen van Spili.
De gemeente Agios Vasileios ontstond bij de Griekse gemeentelijke herindeling van 2011 en wordt gevormd door de twee voormalige gemeenten Finikas (Φοίνικας) en Lampi (Λάμπη). Finikas en Lampi zijn sinds 2011 de twee deelgemeenten (dimotiki enotita) van Agios Vasileios. Het bestuurscentrum van de gemeente ligt in de plaats Spili. Tot 2006 was het gebied dat nu de gemeente vormt een provincie van het departement Rethimnon. Agios Vasileios grenst in het zuiden aan de Libische Zee en in het noorden aan het Idagebergte.
Plaatsen in de gemeente zijn onder andere: Plakias, Mirthios, Sellia, Spili en Agia Galini. Ook het Preveliklooster bevindt zich in de gemeente.